# Parmotrema praeisidiosum
Parmotrema praeisidiosum är en lavart som beskrevs av Fleig. Parmotrema praeisidiosum ingår i släktet Parmotrema och familjen Parmeliaceae.   Inga underarter finns listade i Catalogue of Life.